# Humberto Amaral da Cruz

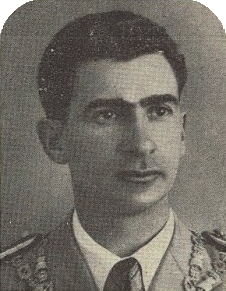
Humberto da Cruz (etwa 1942)

Humberto Amaral da Cruz (* 13. Juli 1900 in Coimbra, Portugal; † 1981) war ein portugiesischer Luftfahrtpionier und Offizier.
Ursprünglich bei der Artillerie absolvierte Cruz 1927 seine Pilotenausbildung. 1930 flog er mit Carlos Bleck von Lissabon nach Portugiesisch-Guinea, Angola und wieder zurück nach Lissabon. Für die 20.000 Kilometer benötigten sie 167 Flugstunden. Die Reise war von verschiedenen Widrigkeiten durch das Wetter und technischen Problemen geprägt.
Am 25. Oktober 1934 flog Leutnant Cruz, zusammen mit seinem Navigator, dem Mechaniker und Unteroffizier António Gonçalves Lobato, von Lissabon nach Dili, der Hauptstadt der Kolonie Portugiesisch-Timor in Südostasien. Es war die letzte Kolonie Portugals, die noch kein portugiesisches Flugzeug angeflogen hatte, während bereits britische, französische, niederländische und japanische Maschinen hier gelandet waren. Zwischenlandungen machten Cruz und Lobato in Algerien, Tunesien, Tripolis, Gaza, Basra, Allahabad, Bangkok, Prachuap Khiri Khan und Singapur, bevor sie am 7. November 1934 Dili auf Timor erreichten. Zur Ehre von Cruz wurde der Flughafen der Kolonie, der Anfang der 1930er-Jahre entstanden war, auf den Namen Aeródromo Humberto da Cruz getauft. Auch eine Straße in Dilis Stadtteil Ailele Hun trug früher den Namen des Piloten, ebenso wie es heute noch bei der Rua Humberto da Cruz in Alto do Pina, in Lissabon der Fall ist. Das Flugzeug, eine De Havilland DH.85 Leopard Moth erhielt den Namen „Dilly“. Am 13. November begann der Rückflug, der über die portugiesischen Kolonien Macau und Goa führte. Am 21. Dezember landete Cruz wieder in Lissabon. Insgesamt legten er und Lobato 42.670 Kilometer zurück.
1937 wurde Cruz zum Hauptmann befördert. 1942 kehrte er von einer Sondermission aus Marokko zurück und wurde am 8. Februar Befehlshaber einer Fliegertruppe auf den Azoren. 1943 folgte die Beförderung zum Major. Später wurde Cruz nach Konflikten mit der militärischen Führung in die Reserve versetzt.

## Auszeichnungen
- Christusorden (Komtur), 4. Juni 1931
- Ritterorden von Avis, 20. Januar 1934
- Turm- und Schwertorden (Komtur), 2. Februar 1935
- Ordem do Império (Komtur), 11. Juni 1964[6]

Zweimal erhielt Cruz die Clifford-Harmon-Trophäe für seine Leistungen in der Luftfahrt.